# Doudou (Gbomblora)
Pour les articles homonymes, voir Doudou.
Ne doit pas être confondu avec Doudou-Birifor.
Doudou est une localité située dans le département de Gbomblora de la province du Poni dans la région Sud-Ouest au Burkina Faso.

## Santé et éducation
Le centre de soins le plus proche de Doudou est le centre de santé et de promotion sociale (CSPS) de Doudou-Birifor tandis que le centre hospitalier régional (CHR) de la province se trouve à Gaoua.